# Düssel (Schiff)
Die Düssel ist ein Fahrgast- und Charterschiff der Weissen Flotte Düsseldorf. Benannt wurde es nach dem Fluss Düssel.

## Geschichte
Das Motorschiff wurde von der Kölner Werft GmbH & Co. Schiffbau KG, E. Berninghaus in Köln gebaut. Es wurde 1962 von der Rheinbahn in Düsseldorf für den Linienverkehr auf dem Rhein in Dienst gestellt. Weil die Fahrgastsparte nicht profitabel war, trennte sich das Verkehrsunternehmen 1993 von ihren Schiffen, neben der Düssel auch der Stadt Düsseldorf, der Erft und der Kaiserswerth.

## Ausstattung und Kapazität
Die Düssel verfügt über eine Antriebsleistung von 256 kW bzw. 348 PS. Die Inneneinrichtung besteht noch heute aus dem traditionellen, hölzernen Interieur der 1960er Jahre. Im oberen heckseitigen Bereich ermöglicht ein Freideck mit Holzbänken und Holztischen, das sommers durch Sonnensegel beschirmt wird, etwa 100 Passagieren die Aussicht auf Stadt und Landschaft. Vor dem Steuerhaus des Kapitäns liegt ein weiteres, zum Bug orientiertes Freideck für rund 25 Fahrgäste. Im Salon und unter Deck befinden sich Sitzplätze für weitere 100 Passagiere. Zugelassen ist das Schiff für die Beförderung von maximal 250 Personen. Im Charterbetrieb wird das Schiff für eine Zahl von etwa 120 bis 130 Gästen empfohlen.